# خرموش کانگورویی کالیفرنیا
خرموش کانگورویی کالیفرنیا (نام علمی: Dipodomys californicus) نام یک گونه از سرده خرموش کانگورویی است.